# 呂辟胡
呂 辟胡（りょ へきこ、生没年不詳）は、前漢の官吏・軍人。呂破胡とも書かれる。始元元年（前86年）と始元4年（前83年）に雲南地方の異民族反乱の鎮圧にあたった。水衡都尉（前86年 - 前81年）、雲中太守（前81年 - ?）。

## 略歴
昭帝即位の翌年、始元元年（前86年）に水衡都尉に任命された。この年、益州郡で廉頭・姑繒の民が漢の役人を殺し、牂牁・談指・同並など24邑、約3万人余りが皆反した。水衡都尉の呂辟胡が遣わされ、現地で兵を募って1万人以上を得た。蜀郡・犍為郡でも兵を集め、反乱軍を大いに破った。
3年後の始元4年（前83年）に姑繒と葉楡が再び反いた。水衡都尉の呂辟胡が遣わされ、郡の兵を動員して撃とうとしたが、まだ進まぬうちに益州郡の太守が殺された。呂辟胡は勝ちに乗じた敵と戦い、戦死と溺死あわせて4千人余りの死者を出した。この年から翌年の冬にかけて、軍正の王平と大鴻臚の田広明が増援に派遣され、益州の反乱は秋になってようやく鎮圧された。
水衡都尉を5年務め、始元6年（前81年）に雲中太守に転じた。その後のことは不明である。